# Distretto di Nishikasugai
Il distretto di Nishikasugai (西春日井郡?, Nishikasugai-gun) è uno dei distretti della prefettura di Aichi, in Giappone.
Attualmente fanno parte del distretto il comune di Toyoyama.
| Controllo di autorità | VIAF (EN) 255448833 · LCCN (EN) n2015071345 · NDL (EN, JA) 00295487 |